# اليهود خارج أوروبا تحت حكم دول المحور
اليهود خارج أوروبا تحت الاحتلال النازي هم المواطنون اللذين يدينون باليهودية ويعيشون بدولة خارج أوروبا تخضع للحكم النازي من دولة من دول المحور.
عانى اليهود بتك البلاد بشكل كبير خلال الهولوكوست والحرب العالمية الثانية. لم يكن هناك استثناء من السياسة النازية المتمثلة في التمييز العنصري والإبادة الجسدية لليهود كما ذكر يهودا باور المستشار الأكاديمي في مؤسسة ياد فاشيم الإسرائيلية التي تعتني بتخليد ضحايا ودراسة الهولوكوست وقال «فيما يتعلق باليهود، كان الجناة قتلة ذوي فرص متساوية».

## في قارة إقريقيا

### في شمال إفريقيا الأوروبية
كان هناك 400 ألف يهودي في أقاليم فرنسا في شمال إفريقيا (الجزائر الفرنسية والتي كانت جزءًا لا يتجزأ من فرنسا، والوصاية الفرنسية للمغرب وتونس). وقد أدرجوا في العدد ذي الصلة بـ «الحل النهائي للقضية اليهودية في أوروبا» تحت عنوان: «فرنسا / الأراضي غير المأهولة بـ 700000 شخص».
وفقًا لتعداد 1936، عاش في المغرب 161 ألف يهودي محلي و12 ألف يهودي يحملون الجنسية الفرنسية، وقُدِّر أنه بحلول عام 1939 مع مراعاة اللاجئين، سيعيش حوالي 200-225 ألف يهودي في البلاد. في تونس حوالي 60 ألفًا، وبحلول عام 1940 مع المواطنين الإيطاليين تم تقديرهم حوالي 90 ألفًا. في الجزائر، عاش 117 ألف يهودي حسب إحصاء 1941.
بدأ التحريض المعادي للسامية في البلدان المغاربية بالفعل بعد عام 1936. قام النازيون بتوزيع منشورات المذابح وقاموا بالدعاية الإذاعية من برلين باللغتين العربية والأمازيغية.
كان الوضع في المجتمعات اليهودية في شمال إفريقيا أفضل بكثير من وضع اليهود الأوروبيين. ومع ذلك، سُجن الكثيرون في معسكرات العمل أو اعتقلوا، وتم ترحيل بعضهم إلى معسكرات الاعتقال في أوروبا، واستُغل الأطفال كعمل قسري، وتم سرقة اليهود من الممتلكات، ودُمرت منازلهم نتيجة للقصف الجوي، وعانوا من الإذلال، وأُرغموا على ارتداء ملابس ذات نجمة صفراء، وحياتهم مرت في حذر دائم بسبب عدم اليقين في المستقبل.
تم إنقاذ يهود شمال إفريقيا الأوروبية من عمليات الترحيل الجماعي التي حدثت في بقية أوروبا.

#### يهود ليبيا الإيطالية
في ليبيا تواجدت جالية يهودية كبيرة منذ فترة طويلة. بدأت السلطات الإيطالية في تطبيق تدابير معادية لليهود منذ عام 1937 - بالتوازي مع الاضطهاد لليهود في إيطاليا نفسها. في عام 1941 دخلت قوات الحلفاء ليبيا لكن القوات الإيطالية الألمانية عادت في فبراير 1942. بعد ذلك نُهبت الممتلكات اليهودية، وتم إرسال 2600 يهودي إلى الأشغال الشاقة في الصحراء ثم تم إضافة جميع يهود طرابلس من عمر 18 إلى 45 سنة. توفي 562 شخصًا من الإرهاق والتيفود. يؤكد معلم تاريخ المحرقة ياد فاشيم إريت أبرامسكي أن أكثر من 700 يهودي ماتوا في ليبيا.
كانت ليبيا تحت الحكم الإيطالي. عانى اليهود الذين كانوا رعايا بريطانيين وإيطاليين من معاداة السامية والقيود الاقتصادية نتيجة لتعزيز علاقة إيطاليا بألمانيا. منذ عام 1942 تم تفعيل قوانين التمييز العنصري في ليبيا. تم تجنيد الرجال الذين تتراوح أعمارهم بين 18 و 45 عامًا للعمل القسري وتوفي الآلاف بسبب الجوع والأوبئة. في فبراير من ذلك العام أمر الألمان بنقل اليهود إلى معسكرات الابادة.

#### يهود الجزائر الفرنسية
جميع يهود الجزائر كانوا يحملون الجنسية الفرنسية وفقًا لمرسوم كريميو لعام 1870. ألغت فرنسا الفيشية (التي حكمت في الجزائر من عام 1940) الجنسية الفرنسية لليهود وفرضت نفس القيود التي تنطبق على اليهود في فرنسا الكبرى. تم منعهم من العمل لحساب الحكومة أو كمصرفيين أومدرسين وطلاب. بالإضافة إلى ذلك كان عدد اليهود المسموح لهم بالعمل في المهن الحرة محدودًا.
في عام 1941 تمت مصادرة ممتلكات اليهود. ومع ذلك، في إشارة إلى التضامن في المعاناة، لم يستغل أي جزائري مسلم واحد الممتلكات اليهودية المصادرة؛ في يوم جمعة من العام 1941 ألقى الشيوخ في جميع أنحاء الجزائر خطبا تحذر المسلمين من المشاركة في مخططات لتجريد اليهود من ممتلكاتهم. تفاقمت معاناة يهود الجزائر بسبب مكانتهم العالية السابقة في المجتمع. أجبر اليهود أيضًا على ارتداء علامات صفراء على ملابسهم.
في عام 1941 انضم بعض اليهود إلى السرية المعادية للنازية وتم القبض على العديد من اليهود وتم إرسالهم إلى معسكرات العمل أو إعدامهم. في نوفمبر 1942، احتلت الولايات المتحدة وبريطانيا العظمى الجزائر.
في خريف عام 1943، تم نقل السلطة في الجزائر إلى الديجاليين من اللجنة الفرنسية للتحرير الوطني. في أكتوبر 1943 نتيجة للتدخل الشخصي من قبل الرئيس الأمريكي فرانكلين روزفلت تم استعادة مرسوم كريميو واستعاد اليهود الجزائريون حقوق المواطنة.

#### يهود تونس تحت حكم فرنسا الفيشية
حكمت تونس أيضًا من قبل فرنسا الفيشية والموالية للنازية التي وسّعت من تدابيرها المعادية لليهود لتشمل المغرب والجزائر. في نوفمبر 1942 احتلت ألمانيا النازية تونس الفرنسية لمدة ستة أشهر، حتى مايو 1943. تم تعيين والتر راوف الذي شارك في تطوير شاحنات الغاز في أوروبا الشرقية، قائد تونس. من يوليو 1942 حتى مايو 1943، ترأس فريقا لرعاية القضية اليهودية في تونس، ومواصلة تنفيذ الحل النهائي في فيشي تونس. انضم إليه أوزوالد بول، الذي كلفه هيملر بتنظيم المخيمات في أوروبا الشرقية. على الرغم من الهجمات المستمرة من قبل الحلفاء، إلا أن راوف أثار سياسات معادية لليهود.

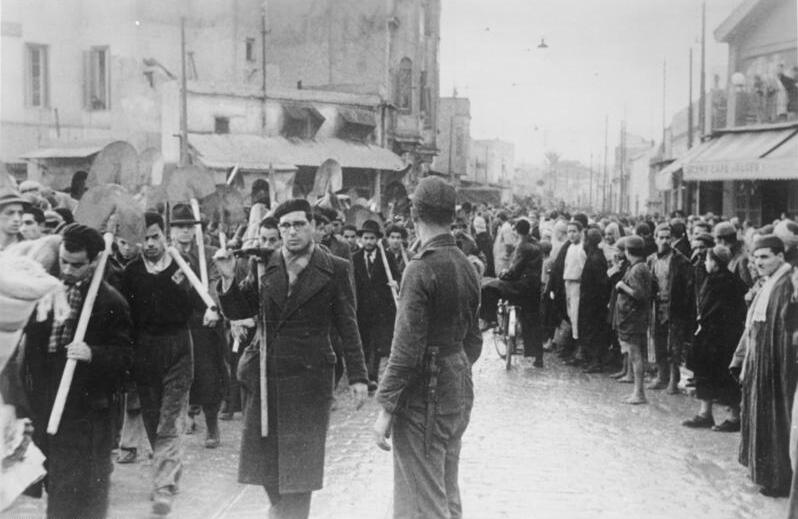
يهود تونس خلال الأعمال الإلزامية، 1942

أنشأ النازيون سجونا محلية واحتجزوا الرهائن وصادروا ممتلكات اليهود (الآرية) وفرضوا على المجتمع عقوبات مالية شديدة. كان مطلوبًا من المجتمع توفير احتياجات الجيش الألماني، وأصبح الكنيس مخزنًا ألمانيًا. تم وضع علامة على الشارة الصفراء لليهود، وتم إرسال 5000 يهودي إلى أكثر من 30 معسكرًا للعمالة في تونس، وتم إرسال القليل منهم إلى معسكرات الإبادة. قُتل الكثير من اليهود عن طريق إطلاق النار عليهم في منازلهم ومسيرات الموت والجوع والأمراض والتفجيرات.

#### يهود المغرب تحت حكم فرنسا الفيشية
خلال الحرب خضع المغرب لسيطرة النظام الفيش، ونتيجة لذلك اضطهد السكان اليهود. بعد إلغاء مرسوم كريميو تم طرد اليهود، كما هو الحال في الجزائر، مُنع من العمل أي شخص يهودي بما في ذلك الصرافون في دور السينما. في ديسمبر 1941 صدر مرسوم الوزير يمنع اليهود من الاستقرار في الأوساط الإسلامية، ومرسوم يسمح للجمعيات الصناعية والتجارية بطرد اليهود من صفوفهم. تم إنشاء معسكرات للاجئين المعتقلين والمعتقلين، وأكبرها معسكري يين فوت وسيدي العياشي.
في عام 1940 أصدرت الحكومة الفيشية بالمغرب التي يسيطر عليها النازيون مراسيم معادية للسامية باستثناء اليهود من الوظائف العامة وفرض ارتداء نجمة ماجن ديفيد الصفراء. رفض السلطان محمد الخامس تطبيق هذه القوانين وأصر، كدليل على التحدي، على دعوة جميع حاخامات المغرب إلى احتفالات العرش عام 1941.
بعد وصول أنصار شارل ديغول إلى السلطة في المغرب منذ يونيو 1943، عاد وضع اليهود إلى طبيعته وتم استعادة وضعهم الاقتصادي والقانوني والاجتماعي.
في عام 2018، بدأ بناء أكبر نصب تذكاري في العالم لضحايا المحرقة في المغرب، ولكن بناءً على طلب السلطات المغربية، تم هدم النصب التذكاري.

### فيشرق أفريقيا الإيطالية
لم يخلق الغزو الإيطالي لإثيوبيا وتشكيل شرق إفريقيا الإيطالي في البداية مشاكل للجالية اليهودية الإثيوبية. ومع ذلك، منذ عام 1938 تم إدخال قوانين عنصرية في المستعمرة وبدأت سياسة التمييز النشط ضد اليهود. في عام 1941، أخرجت القوات البريطانية الجيش الإيطالي من هذه المنطقة

## في قارة آسيا

### يهود العراق
في حين أن العراق لم تكن تحت الاحتلال من قبل ألمانيا النازية، لكن في ظل النظام النازي المتحالف مع رئيس الوزراء العراقي رشيد عالي الكيلاني، وفي حين أن النظام لم يدم طويلاً، فإن الفرهود (مذبحة قتل فيها 180 يهوديًا) تعتبر من نتائجه.

### اليهود في اليابان والصين
قبل الحرب، كان هناك وجود يهودي صغير في اليابان بالأخص في كوبه التي كانت تتكون من يهود معظمهم من روسيا، وكذلك من الشرق الأوسط وأوروبا الشرقية والولايات المتحدة. في الصين التي كانت تحتلها اليابان كان هناك عدد أكبر من السكان اليهود، بما في ذلك اللاجئين من الحركة البيضاء واليهود البغداديين. مع تصاعد الاضطهاد اليهودي في أوروبا، سافر عدد متزايد من اللاجئين إلى الصين عن طريق البواخر أو عبروا عبر الاتحاد السوفيتي وكانوا يأملون في الانتقال إلى الولايات المتحدة. تركز معظم هؤلاء اليهود في مستوطنة شنغهاي الدولية.
عندما دخلت اليابان الحرب تم احتجاز العديد من اليهود بما في ذلك اليهود البغداديين الذين تم تحديدهم على أنهم رعايا بريطانيين. نفذ اليابانيون تدابير صارمة للسيطرة على أنشطة حي اليهود في شنغهاي الذين تم تقييدهم في عام 1943 في مبنى سكني على مساحة ميل مربع واحد مشترك مع 100000 صيني. ومع ذلك، على الرغم من الطلبات المتكررة من ألمانيا النازية لتنفيذ سياسات معادية للسامية، بما في ذلك القضاء على السكان اليهود في حي اليهود في شنغهاي، فقد ترك السكان اليهود عمومًا وحدهم (بصرف النظر عن عمليات الحرب).

## بعد الحرب العالمية الثانية
نفذت دراسة «يهود شمال إفريقيا خلال الحرب العالمية الثانية» لعدة سنوات من قبل «ياد بن تسفي»، معهد دراسات المجتمعات اليهودية في الشرق في القدس، مركز التوثيق اليهودي لشمال إفريقيا في الحرب العالمية الثانية.
تم حل مسألة دفع تعويضات لليهود الذين نجوا من الاضطهاد النازي في شمال إفريقيا لأول مرة في يونيو 2006، وتم دفعها كمدفوعات اجتماعية شهرية لليهود من ليبيا وتونس. في عام 2008 قضت محكمة إسرائيلية بأن التونسيين الذين نجوا من الحرب العالمية الثانية يجب أن يعتبروا ناجين من الهولوكوست وأن يحصلوا على نفس التعويض الذي حصل عليه اليهود الأوروبيون. بحلول عام 2012، تم حل مسألة المدفوعات لليهود الجزائريين والمغربيين. ومع ذلك، فإن الذين وصلوا إلى إسرائيل بعد عام 1953 لا يتلقون تعويضًا باستثناء أولئك الذين كانوا في معسكرات الاعتقال.